# Rally Dakar de 1999
El Rally Dakar de 1999, la vigesimoprimera edición de esta carrera rally raid, se realizó del 1 al 17 de enero de ese año. El trayecto total de esta versión, que se extendió entre Granada y Dakar, fue de 9393 km y se disputó por rutas de España, Marruecos (con el Sahara Occidental incluido), Mauritania, Malí, Burkina Faso y Senegal.
Los vencedores fueron Richard Sainct en motos, el francés Jean-Louis Schlesser en coches y el checo Karel Loprais en camiones.
Participaron en total 88 coches, 161 motocicletas y 29 camiones, de los cuales llegaron a la final 54, 40 y 16, respectivamente.

## Recorrido
| Etapa | Fecha       | Origen          | Destino         | Total (km)      |
| ----- | ----------- | --------------- | --------------- | --------------- |
| 1     | 1 de enero  | Granada         | Rabat           | 531             |
| 2     | 2 de enero  | Rabat           | Agadir          | 654             |
| 3     | 3 de enero  | Agadir          | Tan-Tan         | 510             |
| 4     | 4 de enero  | Tan-Tan         | Bir Mogrein     | 515             |
| 5     | 5 de enero  | Bir Mogrein     | Atar            | 629             |
| 6     | 6 de enero  | Atar            | Tidjikja        | 492             |
| 7     | 7 de enero  | Tidjikja        | Nioro           | 625             |
| 8     | 8 de enero  | Nioro           | Bobo Dioulasso  | 936             |
|       | 9 de enero  | Día de descanso | Día de descanso | Día de descanso |
| 9     | 10 de enero | Bobo Dioulasso  | Mopti           | 743             |
| 10    | 11 de enero | Mopti           | Timbuctú        | 1032            |
| 11    | 12 de enero | Timbuctú        | Néma            | 548             |
| 12    | 13 de enero | Néma            | Tichit          | 490             |
| 13    | 14 de enero | Tichit          | Atar            | 548             |
| 14    | 15 de enero | Atar            | Nuakchot        | 504             |
| 15    | 16 de enero | Nuakchot        | Saint-Louis     | 257             |
| 16    | 17 de enero | Saint-Louis     | Dakar           | 260             |

## Vencedores por etapas
| Etapa           | Motocicletas       | Coches               | Camiones                           |
| --------------- | ------------------ | -------------------- | ---------------------------------- |
| Pro             | Dirk von Zitzewitz | Kenjiro Shinozuka    | ----------                         |
| 1               | Dirk von Zitzewitz | Miguel Prieto        | Viktor Moskovskikh                 |
| 2               | Heinz Kinigadner   | Jean-Pierre Fontenay | André de Azevedo                   |
| 3               | Nani Roma          | Jutta Kleinschmidt   | Firdaus Kabirov                    |
| 4               | Óscar Gallardo     | José María Servià    | Firdaus Kabirov                    |
| 5               | Jordi Arcarons     | Kenjiro Shinozuka    | Yoshimasa Sugawara                 |
| 6               | Jaroslav Katriňák  | José María Servià    | Viktor Moskovskikh                 |
| 7               | Fabrizio Meoni     | Miguel Prieto        | Firdaus Kabirov                    |
| 8               | etapa cancelada    | Miguel Prieto        | Viktor Moskovskikh                 |
| Día de descanso |                    |                      |                                    |
| 9               | Alfie Cox          | Jean-Louis Schlesser | André de Azevedo                   |
| 10              | etapa cancelada    | Jean-Pierre Fontenay | Firdaus Kabirov                    |
| 11              | Alfie Cox          | Kenjiro Shinozuka    | Viktor Moskovskikh                 |
| 12              | Richard Sainct     | Jean-Louis Schlesser | Yoshimasa Sugawara                 |
| 13              | Thierry Magnaldi   | Jutta Kleinschmidt   | Karel Loprais                      |
| 14              | Giovanni Sala      | José María Servià    | Viktor Moskovskikh                 |
| 15              | Richard Sainct     | Jean-Pierre Fontenay | Firdaus Kabirov                    |
| 16              | etapa cancelada    | Salvador Servia      | Viktor Moskovskikh Firdaus Kabirov |

## Clasificaciones finales
- Diez primeros clasificados en cada una de las tres categorías en competencia.

### Motos
| Rank. | Piloto           | Marca  | Tiempo    |
| ----- | ---------------- | ------ | --------- |
| 1     | Richard Sainct   | BMW    | 58:44:59  |
| 2     | Thierry Magnaldi | KTM    | + 4:09    |
| 3     | Alfie Cox        | KTM    | + 41:19   |
| 4     | Jordi Arcarons   | KTM    | + 1:24:42 |
| 5     | Carlos Sotelo    | Yamaha | + 3:21:18 |
| 6     | John Deacon      | KTM    | + 4:00:48 |
| 7     | Giovanni Sala    | KTM    | + 4:45:29 |
| 8     | Carlo de Gavardo | KTM    | + 5:16:50 |
| 9     | Óscar Gallardo   | BMW    | + 6:30:36 |
| 10    | Isidre Esteve    | KTM    | + 8:28:03 |

### Coches
| Rank. | Piloto               | Copiloto            | Marca             | Tiempo     |
| ----- | -------------------- | ------------------- | ----------------- | ---------- |
| 1     | Jean-Louis Schlesser | Philippe Monnet     | Schlesser-Renault | 70:26:35   |
| 2     | Miguel Prieto Pérez  | Dominique Serieys   | Mitsubishi        | + 33:38    |
| 3     | Jutta Kleinschmidt   | Tina Thörner        | Mitsubishi        | + 1:42:02  |
| 4     | Kenjiro Shinozuka    | Henri Magne         | Mitsubishi        | + 2:25:34  |
| 5     | José María Servià    | Thierry Delli Zotti | Schlesser-Renault | + 3:39:28  |
| 6     | Hiroshi Masuoka      | Andreas Schulz      | Mitsubishi        | + 5:16:28  |
| 7     | Stéphane Peterhansel | Jean-Paul Cottret   | Nissan            | + 6:11:21  |
| 8     | Thierry Delavergne   | Jacky Dubois        | Nissan            | + 6:26:22  |
| 9     | Jean-Pierre Fontenay | Gilles Picard       | Mitsubishi        | + 8:32:39  |
| 10    | Salvador Serviá      | Giorgio Albiero     | Nissan            | + 12:15:40 |

### Camiones
| Rank. | Piloto             | Copilotos                            | Marca         | Tiempo     |
| ----- | ------------------ | ------------------------------------ | ------------- | ---------- |
| 1     | Karel Loprais      | Radomír Stachura Josef Kalina        | Tatra         | 90:01:26   |
| 2     | Viktor Moskovskikh | Vladimir Chagin Semen Yakubov        | Kamaz         | + 39:48    |
| 3     | André de Azevedo   | Tomas Tomecek Leilane Neubarth       | Tatra         | + 2:27:05  |
| 4     | Yoshimasa Sugawara | Naoko Matsumoto Teruhito Sugawara    | Hino          | + 3:51:38  |
| 5     | Miki Biasion       | Tiziano Siviero Livio Diamante       | Iveco         | + 7:11:50  |
| 6     | Christian Barbier  | Pierre Barbier Ahmed Benbekhti       | Mitsubishi    | + 9:28:58  |
| 7     | Firdaus Kabirov    | Aydar Belyaev Vladimir Goloub        | Kamaz         | + 9:55:51  |
| 8     | Peter Reif         | Johann Deinhofer Holger Hermann Roth | MAN           | + 14:47:27 |
| 9     | Edmond Pelichet    | Francis Clement Andre Godeloup       | Mercedes-Benz | + 16:36:43 |
| 10    | Corrado Pattono    | Alessandro Pio                       | Mercedes-Benz | + 25:20:11 |